# Clepsis staintoni
Clepsis staintoni é uma espécie de insetos lepidópteros, mais especificamente de traças, pertencente à família Tortricidae.
A autoridade científica da espécie é Obraztsov, tendo sido descrita no ano de 1955.
Trata-se de uma espécie presente no território português.